# Griesheim (Stadtilm)
Griesheim ist ein Ortsteil der Stadt Stadtilm im Ilm-Kreis (Thüringen) mit etwa 350 Einwohnern.

## Geografie
Griesheim liegt im Ilmtal zwischen Stadtilm und Gräfinau-Angstedt in etwa 370 Metern Höhe. 3 km südöstlich erhebt sich der 582 Meter hohe Singer Berg. Westlich hinter dem Dorfsaum beginnt das Tor zu den Vorhügelland zum Thüringer Wald und dem Verlauf der Bundesautobahn 71.

## Geschichte
Die in Thüringen herrschenden Franken gründeten an ihrer Ostgrenze gegenüber den Sorben an Saale und Ilm befestigte Ansiedlungen. Viele solche Orte erhielten die Endung -heim. Griesheim wurde zwischen 1079 und 1089 erstmals erwähnt. Der Name des Ortes ist von der Besiedelung auf sandigem Boden, dem Griesheimer Sand, abgeleitet worden. Es gab nacheinander die Schreibungen Grysheim, Grizheim und Griesheim. Seit 1133 sind Herren von Griesheim, die auch Stifter der 1119 ersterwähnten Kirche waren, urkundlich bekannt. Sie waren relativ eigenständige Lehensmänner der Grafen von Schwarzburg und erbauten auf dem Kirchberg ihre Burg. An deren Stelle trat unter Christian August von Lindenfels um 1735 das Schloss Griesheim in barockem Baustil.
Das große Rittergut war in einen Oberen und Unteren Hof geteilt. Es wurde von verschiedenen adligen Pächtern bewirtschaftet. 1751 ging es an den herzoglich-württembergischen Kammerherrn Carl Joseph von Hoheneck. 1834 übernahm die Fürstliche Kammer Rudolstadt die Güter und verpachtete sie. 1856 erfolgte die Separation in Griesheim, damit wurde die Fronarbeit abgeschafft.
In Griesheim gründete 1816 Friedrich Wilhelm August Fröbel die „Allgemeine deutsche Erziehungsanstalt“. Diese Einrichtung begann mit fünf Zöglingen aus dem Fröbelschen Familienkreis – ihre Namensgebung war vor allem durch das Erziehungsziel motiviert. „Um Johannis“ 1817 zog die Anstalt nach Keilhau um, wo die Zahl der Zöglinge erst einmal rasch zunahm. Die erste Fröbelsche Gründung war eine Schule, die in vielen Belangen Struktur und inhaltliche Gestaltung späterer Landerziehungsheime vorwegnahm. Bis 1918 gehörte Griesheim zur Oberherrschaft des Fürstentums Schwarzburg-Rudolstadt.
Nach dem Ersten Weltkrieg wurde das Gut Staatsdomäne des neuen Landes Thüringen. Letzter Pächter bis zu seinem Tod 1945 war der Major Gerhard Martin Jordan. Dieser sorgte für eine Modernisierung des Schlosses, in dem er ab 1924 wohnte. Er widmete sich neben der Bewirtschaftung des Gutes besonders der Pferdezucht und Jagd.
1935 hatte Griesheim 300 Einwohner und neben der Domäne zwei größere und mehrere mittlere und kleine Landwirtschaftsbetriebe, letztere als Nebenerwerb. Daneben existierten fünf Handwerksbetriebe.
Gegen Ende des Zweiten Weltkriegs wohnte der Kernphysiker Kurt Diebner mit seiner Familie im Schloss. Im April 1945 besetzten US-Truppen Griesheim. Ein Suchtrupp war enttäuscht, weil er weder Diebner, noch irgendwelche Geheimnisse auf dem Schloss fand. Es gab Einquartierungen im Ort, danach vermissten die Bewohner einiges an Inventar. Anfang Juli kam die Rote Armee als Besatzung. Griesheim wurde Teil der SBZ und machte alle entsprechenden gesellschaftlichen Veränderungen mit. Im Zuge der Bodenreform wurde die Domäne 1945 durch eine Kommission des Dorfes unter 37 Familien, besonders an Neubauern aufgeteilt. Es handelte sich um 150 ha landwirtschaftliche Nutzfläche, um alle Gebäude, Vieh, Geräte und Maschinen.
Gegen den Protest von Bürgern, Ortspfarrer und Denkmalschützern ordnete der Innenminister von Thüringen im März 1949 den Abriss des Schlosses an, der nach Rettung von einigem wertvollem Inventar durch Mitarbeiter des Museums Arnstadt auch erfolgte. Grundlage war letztlich der berüchtigte Befehl 209 der Sowjetischen Militäradministration (SMAD) zur Beseitigung von Adelssitzen. Nur einige verbaute ehemalige Wirtschaftsgebäude sind erhalten geblieben.

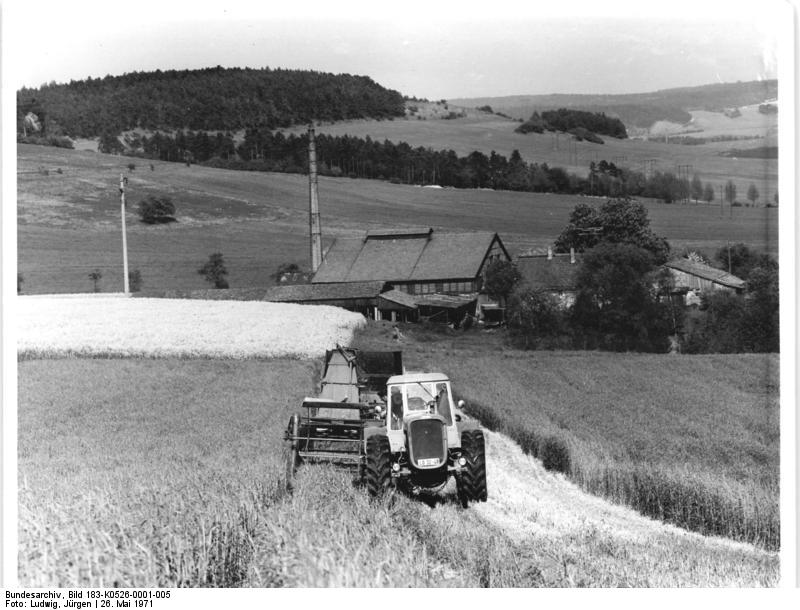
LPG Griesheim, 1971

Alt- und Neubauern wurden dazu gedrängt, die LPG „Ernst Thälmann“ zu gründen, die sich später im Rahmen der Industrialisierung der Landwirtschaft zusammen mit LPGs der Nachbarorte in Pflanzen- und Tierproduktion spaltete. Nach der Wende (DDR) wurde 1991 aus der LPG die Agrargesellschaft Griesheim mbH. Diese war 2005 mit 2500 ha Nutzfläche und umfangreichem Viehbestand der größte Arbeitgeber im Ort.
Griesheim gehörte bis 1920 zum Amt Stadtilm in der Oberherrschaft des Fürstentums Schwarzburg-Rudolstadt, von 1920 bis 1952 zum Landkreis Arnstadt. 1937 wurde der ein Kilometer südöstlich gelegene Ort Hammersfeld nach Griesheim eingemeindet. 1952 wurde der Landkreis Arnstadt geteilt, und Griesheim gehörte zum nunmehr verkleinerten Kreis Arnstadt. 1994 wurden die Kreise Ilmenau und Arnstadt unter dem Namen Ilm-Kreis wieder vereint. Am 6. April 1994 wurde der Ort in die Gemeinde Singerberg mit Sitz in Singen eingegliedert. Diese ging am 1. Juni 1996 in der Gemeinde Ilmtal auf, deren Verwaltungssitz Griesheim war. Ilmtal wurde wiederum am 6. Juli 2018 nach Stadtilm eingemeindet.

## Kultur und Sehenswürdigkeiten
- Die Kirche von Griesheim ist eine der ältesten Thüringens. Sie steht auf einem Hügel, dem Kirchberg, und ist Maria Magdalena geweiht. 1533 führten die Schwarzburger die Reformation ein. Damit wurde Griesheim evangelisch. Ihre heutige Gestalt erhielt die Kirche nach einigen Um- und Anbauten im 17. Jahrhundert. Die ursprünglich turmlose romanische Kirche mit Türbogenfeldern wurde zu einer Chorturmkirche umgewandelt. An der Kirchenmauer befinden sich gut erhaltene, aufgerichtete Grabplatten. Auf dem jetzt kahlen Plateau hinter der Kirchhofmauer stand bis zu seinem Abriss 1949 das große Barockschloss, das über Jahrhunderte das Ortsbild von Griesheim mitgeprägt hatte.
- Die Inschrift einer Gedenktafel von 1916 vor dem jetzigen Pfarrhaus lautet: „Friedrich Fröbel begann hier sein Wirken für deutsche Erziehung. Ihrem Gründer die Erziehungsanstalt zu Keilhau und deren ehemalige Schüler zum Hundertjahrtage am 13. November 1916“. Das frühere Pfarrhaus steht gegenüber dem jetzigen.
- Ein nach der Wende gestaltetes Denkmal auf dem Kirchhof, der weiter als Friedhof dient, ist den Toten des Ersten und Zweiten Weltkriegs aus Griesheim gewidmet: nicht nur den gefallenen und vermissten Soldaten, sondern auch einem Bombenopfer und nach dem Krieg verschleppten und nicht wiedergekehrten Einwohnern.
- Auf dem Kirchhof erinnern Grabstätten und Gedenktafeln auch an zwei unbekannte KZ-Häftlinge, die bei einem Fluchtversuch aus dem Todesmarsch vom Außenlager SIII/Jonastal des KZ Buchenwald von SS-Männern erschossen wurden.

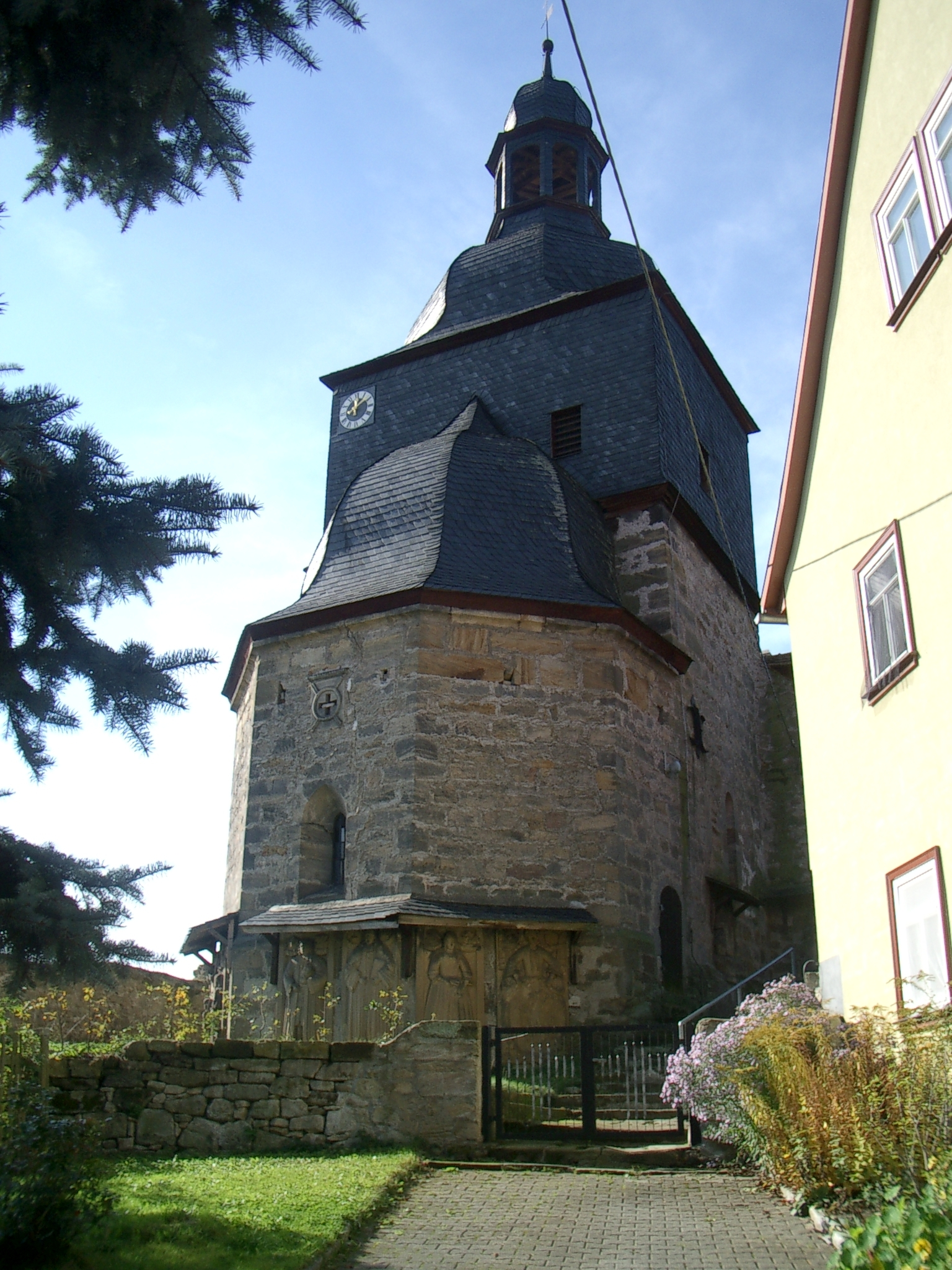
Griesheimer Kirche von Osten
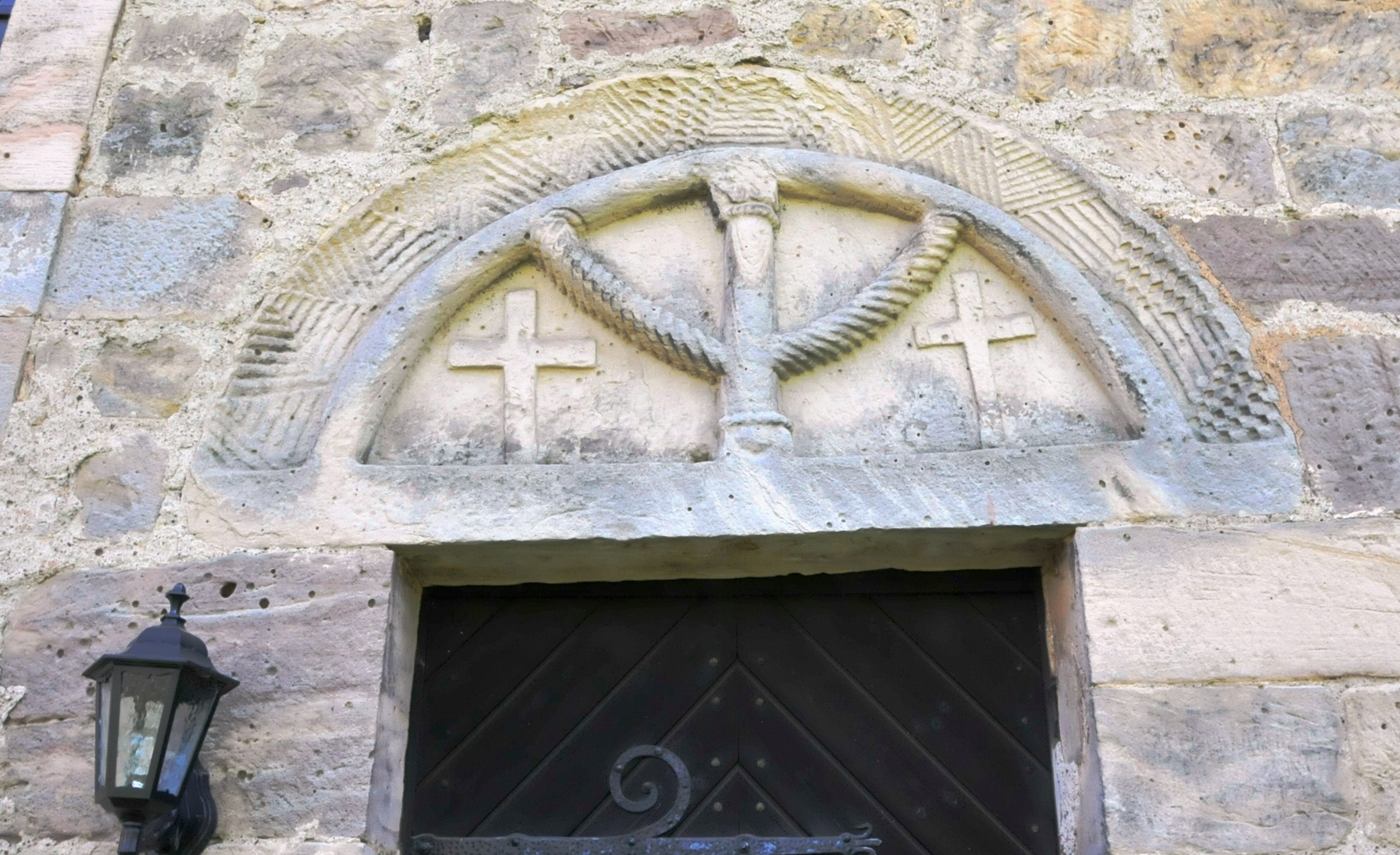
Tympanon über nördlicher Kirchentür
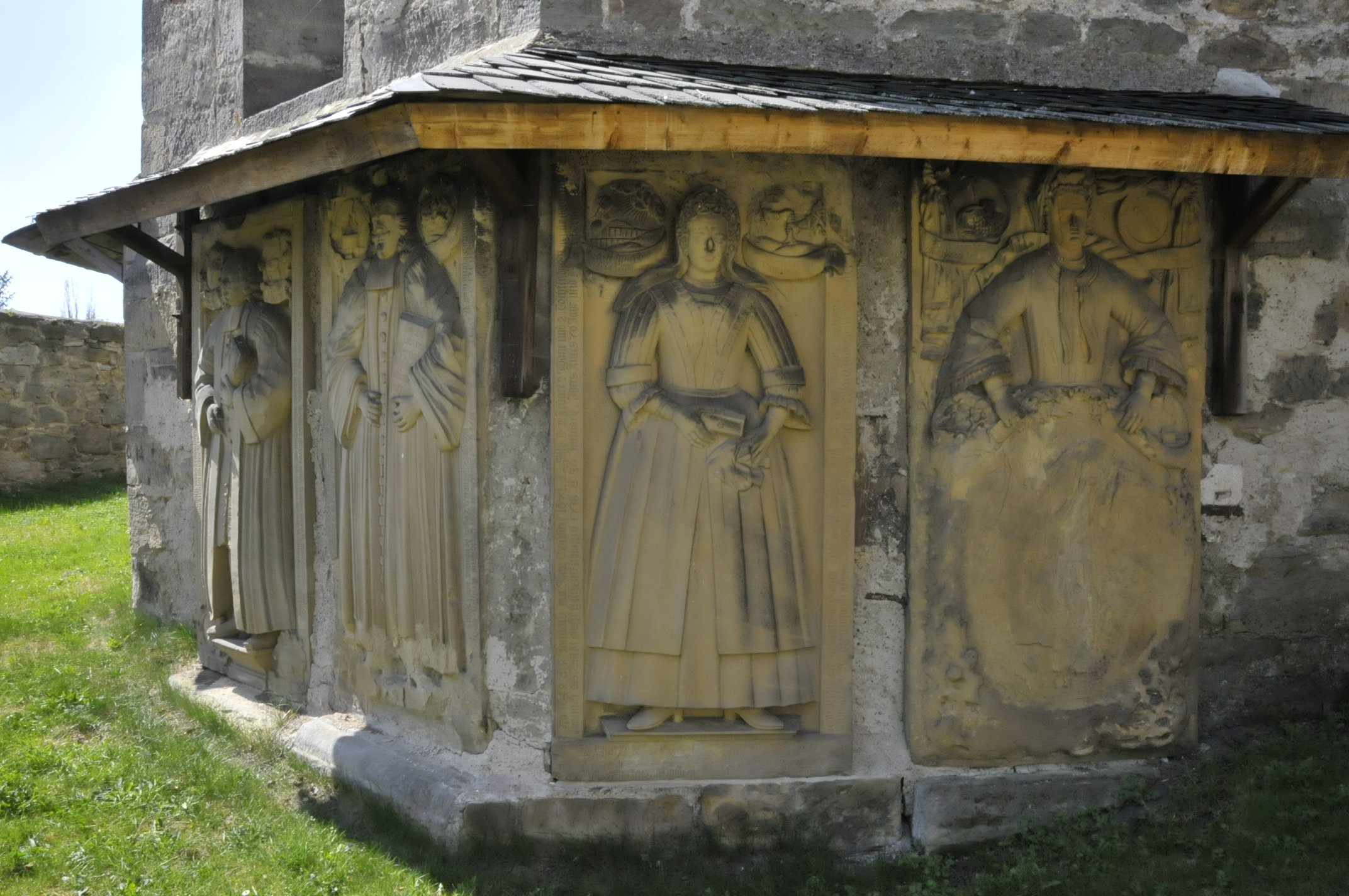
Grabplatten an der Kirchenmauer
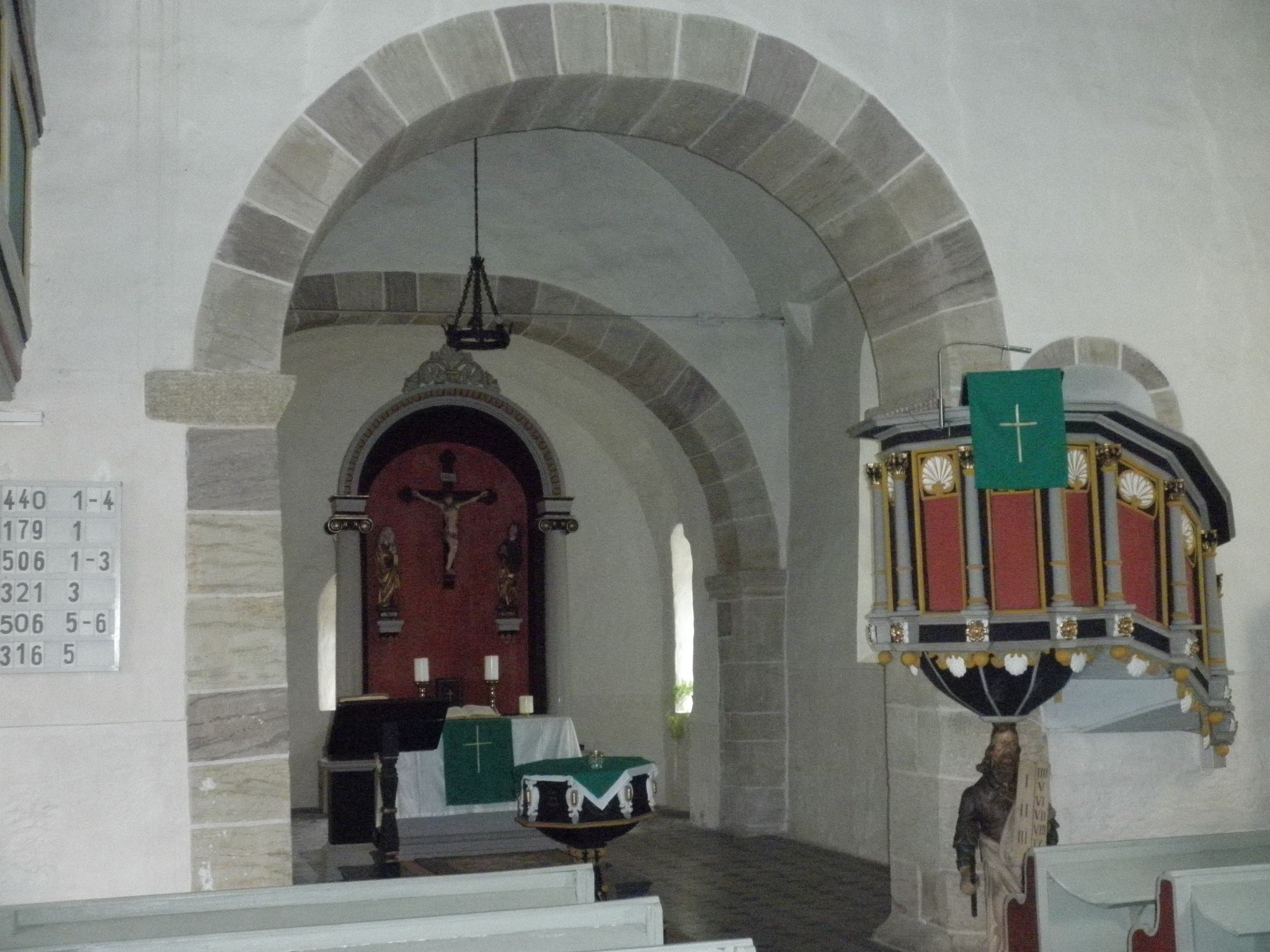
Inneres der Kirche
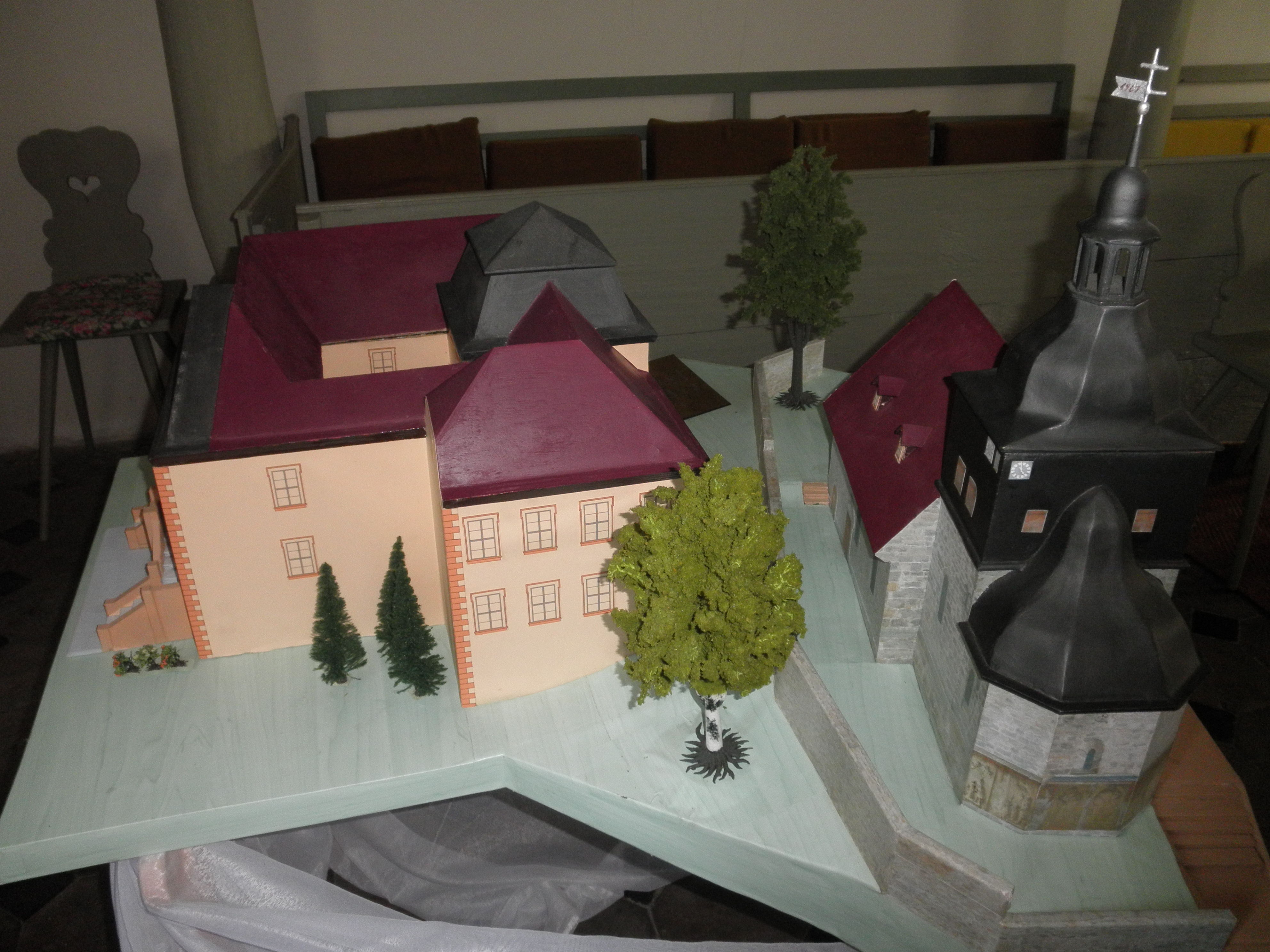
Kirche und abgerissenes Schloss im Modell
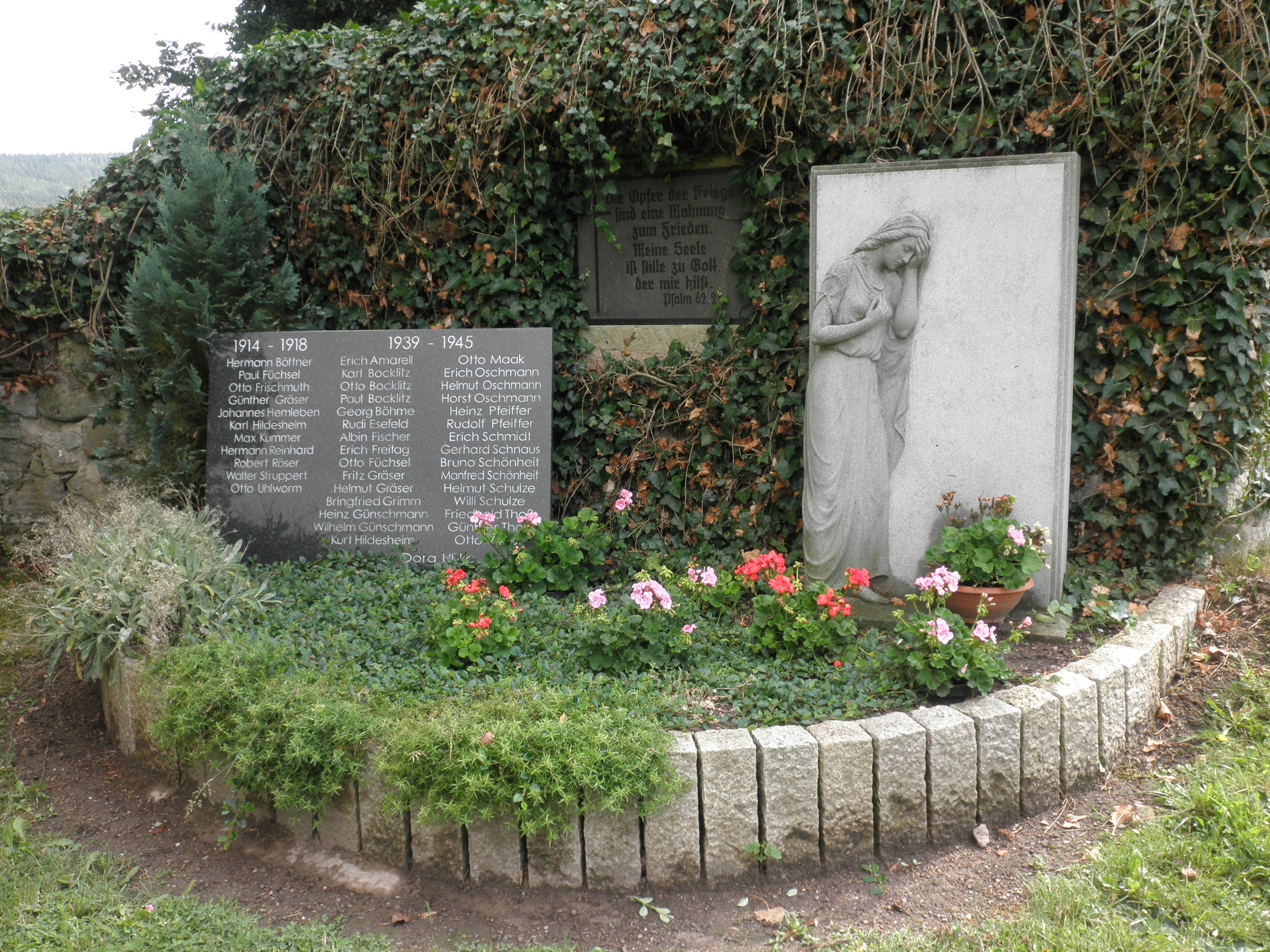
Gedenkort für Opfer beider Weltkriege auf Kirchhof
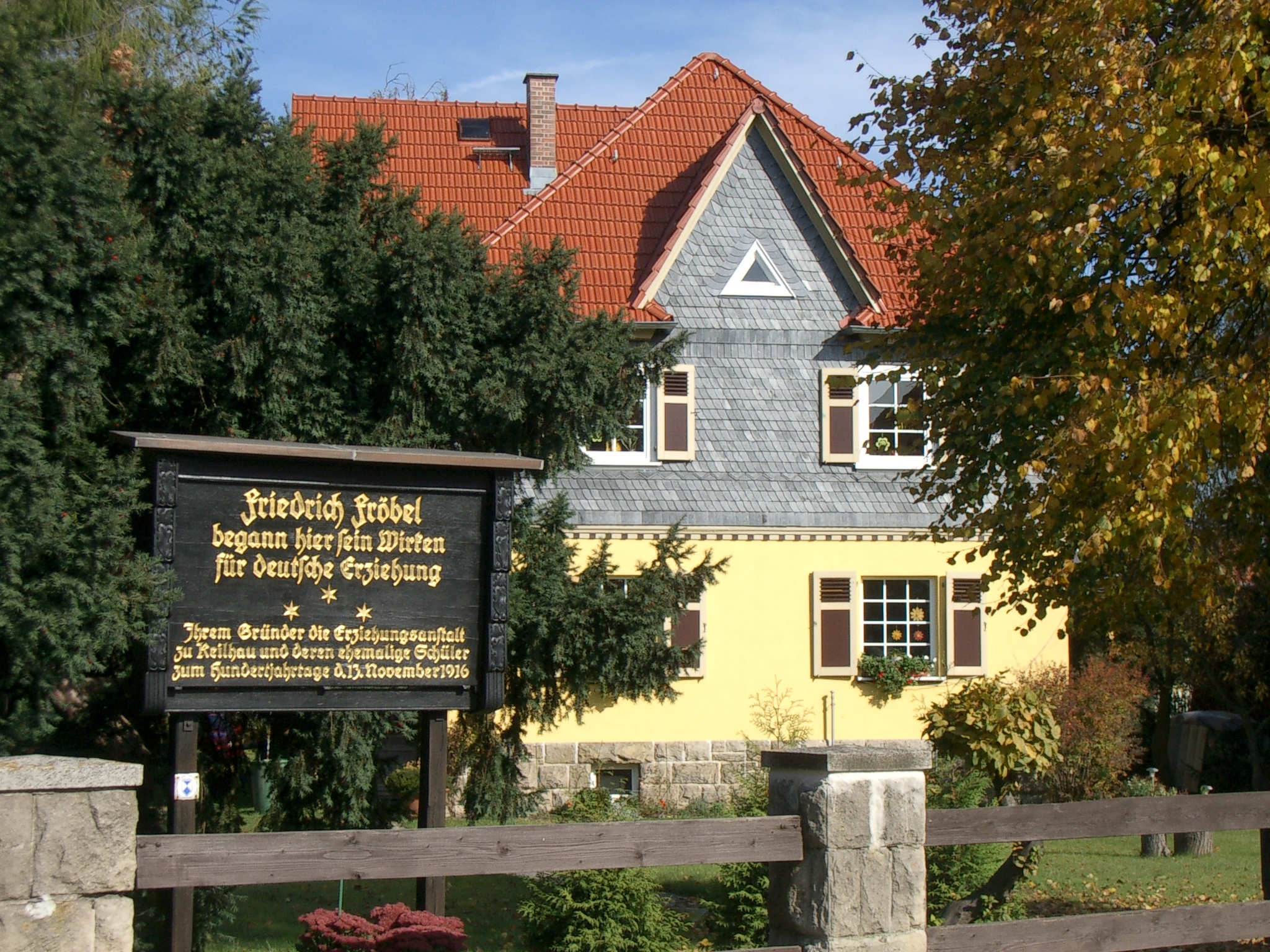
Gedenktafel für Friedrich Fröbel
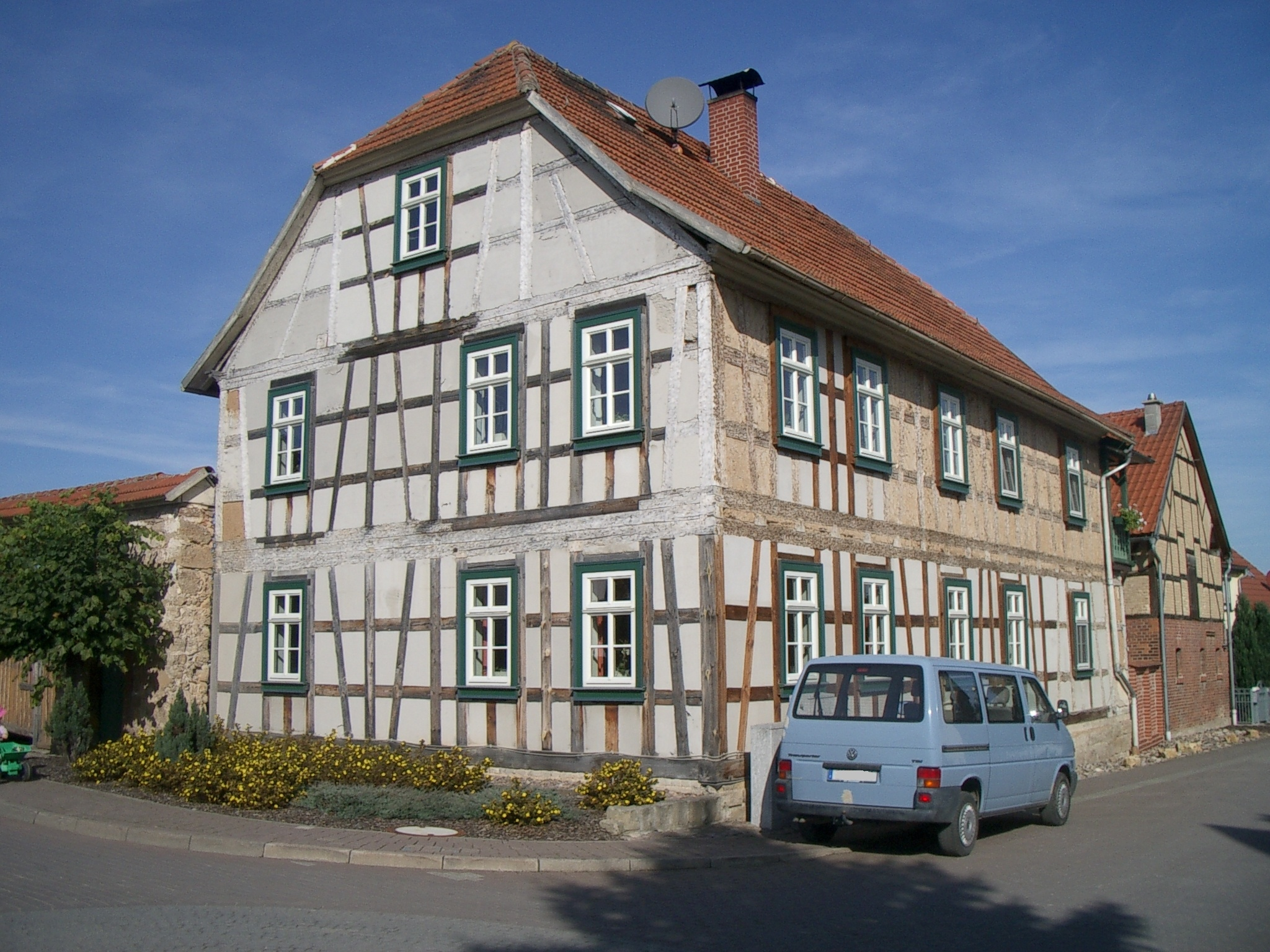
Neues Haus in Griesheim

## Wirtschaft und Verkehr
Griesheim ist ein landwirtschaftlich geprägter Ort. Größter Arbeitgeber ist die Agrargesellschaft Griesheim mbH. Im Ilmtal rings um Griesheim gibt es Weizen- und Maisfelder. Seit 2007 betreibt die Agrargenossenschaft eine Biogasanlage und zwei Blockheizkraftwerke mit je 250 kW elektrischer Leistung und versorgt die Milchviehanlage, die Sozialgebäude und eine weitere Stallanlage, die Werkstätten der Agrargenossenschaft sowie die Schulküche. Viele Einwohner pendeln zur Arbeit in die größeren Orte der Umgebung. Im Ort befindet sich die Verwaltung der Gemeinde Ilmtal.
Durch den Ort führen der Abschnitt Ilmenau–Stadtilm der Landesstraße 3087, einem früheren Teilstück der B 87, sowie Landstraßen nach Niederwillingen und Hammersfeld.
Griesheim liegt am Ilmtal-Radweg.

## Persönlichkeiten
- Wolf Melchior von Griesheim (1595–1668), geboren in Griesheim, schwarzburgischer Rat und Oberamtmann zu Arnstadt
- Heinrich Christoph von Griesheim (1598–nach 1649), geboren in Griesheim, Publizist und Staatsmann
- Friedrich Fröbel (1782–1852), diente im Lützowschen Freikorps, war Pestalozzi-Schüler und selber verdienter Pädagoge, gründete am 28. Juni 1840 im nahen Blankenburg (heute: Bad Blankenburg) den ersten Kindergarten
- Julius Fröbel (1805–1893), geboren in Griesheim, Neffe von Friedrich Fröbel, Geologe, Politiker, Mitglied der Frankfurter Nationalversammlung 1848/49, nach Rückkehr aus dem Exil war er Redakteur und Diplomat
- Karin Wolff (* 1961), Politikerin (SED)